# Inundaciones y deslizamientos de tierra en São Paulo en 2023
Las inundaciones y deslizamientos de tierra en São Paulo en 2023 ocurrieron durante el fin de semana festivo del Carnaval de Brasil de 2023, lluvias sin precedentes,[cita requerida] que alcanzaron los 682 mm (26,9 pulgadas) en 24 horas, causaron inundaciones y deslizamientos de tierra mortales en todo el estado de São Paulo.

## Trasfondo
Las regiones afectadas de São Paulo están ubicadas en comunidades costeras rodeadas de montañas. El 18 y 19 de febrero de 2023, un área de baja presión frente a la costa de Brasil trajo un flujo húmedo hacia la costa, lo que provocó lluvias significativas en la región. Las sierras de São Paulo sirvieron para potenciar las lluvias a través del levantamiento orográfico, un total de 682 mm (26,9 pulgadas) cayeron en solo 24 horas en Bertioga en las afueras de São Sebastião. La ciudad misma observó 626 mm (24,6 pulgadas) en el mismo período de tiempo. Otros totales significativos incluyen 395 mm (15,6 pulgadas) en Guarujá, 337 mm (13,3 pulgadas) en Ilhabela y 335 mm (13,2 pulgadas) en Ubatuba. La precipitación en Bertioga fue la mayor de este tipo en un lapso de 24 horas registrada en el país, esto superó con creces el récord anterior de 530 mm (21 pulgadas) el 15 de febrero de 2022 que provocó inundaciones mortales en Petrópolis. Los meteorólogos de MetSul Meteorología sugirieron que esto podría estar entre los totales de lluvia de ciclones no tropicales más altos del mundo.
Las lluvias adicionales del 21 de febrero empeoraron las condiciones. La agencia meteorológica local advirtió de más lluvias el 22 y 23 de febrero.

## Impacto
Las abundantes lluvias desencadenaron una cascada de deslizamientos de tierra y lodo en São Paulo, siendo la ciudad de São Sebastião la más afectada. Al 21 de febrero, las autoridades confirmaron 44 fatalidades, con 43 de estas en São Sebastião y el resto en Ubatuba. Al 26 de febrero el número de muertes subió para 65, con 64 de estas en São Sebastião. Otras 24 personas sufrieron heridas, 6 de gravedad, y decenas de personas siguen desaparecidas. Al menos 50 viviendas fueron destruidas en São Sebastião. Al menos 2.496 personas fueron desplazadas o quedaron sin hogar. La carretera Río-Santos que es la principal vía de la región que la conecta con el estado de Río de Janeiro sufrió grandes daños, con numerosos deslizamientos de tierra que cubrieron o destruyeron tramos de la carretera. Otra vía que conecta a Santos con Bertioga fue bloqueada.
Los deslizamientos de tierra por las lluvias del 21 de febrero impactaron a Juqueí, desplazando a 80 personas.
Vientos superiores a 55 km/h (34 mph) y olas de más de 1 m (3,3 pies) provocaron el cierre del Puerto de Santos el 18 de febrero.

## Respuesta
Las agencias locales de manejo de emergencias enviaron de inmediato a más de 100 bomberos para operaciones de búsqueda y rescate. Para el 21 de febrero, más de 600 efectivos del Gobierno del Estado de São Paulo, el Ejército Brasileño, la Policía Federal, el gobierno municipal de São Sebastião y voluntarios estaban en el terreno buscando sobrevivientes. Un niño de dos años y una madre en pleno parto fueron rescatados de lo que llamaron un mar de lodo. Hasta el 21 de febrero, se distribuyeron 7,5 toneladas de artículos de socorro en São Paulo.
El gobernador Tarcísio de Freitas declaró estado de emergencia para cinco ciudades el 20 de febrero. Posteriormente se declaró un estado de calamidad de 180 días para São Paulo. Ese día, el presidente brasileño, Luiz Inácio Lula da Silva, recorrió las áreas afectadas y afirmó que São Sebastião sería reconstruido en áreas más seguras. Aconsejó a los que vivían en las laderas que se mudaran a otros lugares. La Armada de Brasil planeó establecer un hospital de campaña con 300 camas el 23 de febrero.
Las festividades del Carnaval brasileño fueron canceladas en Bertioga, Ilhabela, São Sebastião y Ubatuba.